# テイク・ザ・マネー・アンド・ラン
「テイク・ザ・マネー・アンド・ラン」（Take the Money and Run）は、スティーヴ・ミラー・バンドが1976年に発表した楽曲。

## 概要
ウディ・アレンが1969年に監督した映画のタイトルも『Take the Money and Run』（邦題：「泥棒野郎」）と言うが、内容に関係はない。
マリファナを吸ってごろごろとテレビを見るくらいしか楽しみのなかった若いカップル（ビリー・ジョーとボビー・スー）があるとき意を決して家を飛び出す。エルパソで強盗を働き、ビリーは男を射殺する。職務に忠実なテキサスの警官、ビリー・マックが二人を追う。スティーヴ・ミラーのかけ声を背に、ボニーとクライドを思わせるビリー・ジョーとボビー・スーはさらに南へ逃げる。
1976年4月、シングルとして発表。同年5月発売のアルバム『鷲の爪』に収録された。
1976年7月24日付のビルボード・Hot 100で11位を記録した。カナダでは8位を記録。
2006年に発売された『鷲の爪』30周年記念デラックス・エディション盤にデモ・バージョン「Take the Joker and Run」が収録された。このデモは歌詞は同じであるが、メロディやアレンジはほぼ「ジョーカー」を元にしている。